# Пензов, Никита Романович
Никита Романович Пензов (род. 22 января 1998, Сергиев Посад, Московская область) — российский хоккеист, нападающий.

## Карьера
Начал заниматься хоккеем в хоккейной школе мытищинского «Атланта». Также, на юниорском уровне хоккеист выступал в школах: «Синяя Птица», «Спартак» и «Центр». C 2014 по 2017 год жил и выступал в США, на уровне юниорских минорных лиг за команды «Пайкс Пик Минерс» и «Джерси Шор Уайлдкэтс» (англ. Jersey Shore Wildcats).
В 2018 году дебютировал на профессиональном уровне в словенской хоккейной лиге в составе клуба «Целе» (словен. HK Celje).
В 2020 году окончил Московскую государственную академию физической культуры.
9 сентября 2020 года подписал просмотровый контракт с хоккейным клубом «Куньлунь Ред Стар», представляющий Континентальную хоккейную лигу, в котором пробыл по 16 сентября того же года. За этот период вышел на лёд в гостевом матче регулярного чемпионата против хоккейного клуба «Барыс». Этот матч стал единственным для Никиты на уровне КХЛ . Также, в сезоне 2020/2021 провёл 4 игры на уровне Высшей хоккейной лиги в составе клуба «Зауралье», а также принял участие в одной из игр «Юниора» в Первенстве Высшей хоккейной лиги.